# Idiotephria evanescens
Idiotephria evanescens là một loài bướm đêm trong họ Geometridae.